# Denise Tillmanns
Denise Tillmanns (* 25. srpna 1984) je soutěžící z televizního pořadu Deutschland sucht den Superstar, která skončila na druhém místě. Do nejlepší třináctky se dostala 8. října 2003. Nakonec ale dne 13. března 2003 prohrála na závěrečném večeru ve prospěch Elli Erlové.

## DSDS vystoupení
1. Top 50 (skupina 1): „There You'll Be“ (Faith Hill)
2. Top 13: „Forever and for Always“ (Shania Twain)
3. Top 11: „What's Love Got to Do with It“ (Tina Turner)
4. Top 10: „Self Control“ (Laura Branigan)
5. Top 9: „Rocking around the Christmas Tree“ (Brenda Lee)
6. Top 8: „Frozen“ (Madonna)
7. Top 7: „Hit the Road Jack“ (Ray Charles)
8. Top 6: „I Will Survive“ (Gloria Gaynor)
9. Top 5: „(Everything I Do) I Do It for You“ (Bryan Adams)
10. Top 4: „Can't Fight the Moonlight“ (LeAnn Rimes)
11. Top 4: „The Power of Love“ (Jennifer Rush)
12. Top 3: „Downtown“ (Petula Clark)
13. Top 3: „Stop! In the Name of Love“ (The Supremes)
14. Top 2: „I Will Survive“ (Gloria Gaynor)
15. Top 2: „Natural Women“ (Aretha Franklin)
16. Top 2: „This Is My Life“ (winning song)
17. DSDS 2 živá oslava: duet s Aida Iljasevic — „Tell Him“ (Barbra Streisand)